# Iapetushavet

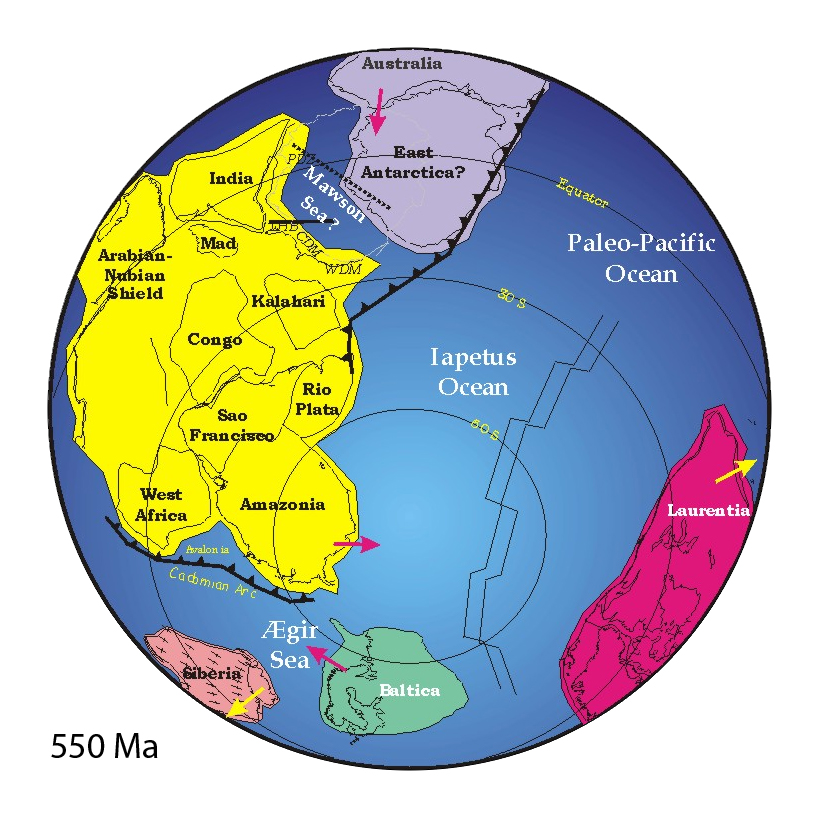
För 550 miljoner år sedan

Iapetushavet var ett hav som låg mellan Laurentia och Baltika under den tidiga delen av paleozoikum, mellan 400 och 600 miljoner år sedan. Som ett slags föregångare till Atlanten blev det uppkallat efter titanen Iapetos som i grekisk mytologi var far till Atlas.